# Kvik Halden FK
A Kvik Halden egy norvég harmadosztályú labdarúgócsapat, amelyet 1906. június 19-én alapítottak.
1997-ben a két haldeni székhelyű klub, az FK Kvik és a Halden FK egyesülése eredményeként megalakult a Kvik Halden FK. Jóval az két klub egyesülése előtt az FK Kvik klubját Kvik Halden néven is illették, hogy elkerüljük a másik trondheimi FK Kvikkel való összetévesztést. A két klub közül az FK Kviket alapították régebben és e klubnak voltak híresebb játékosai, de ezzel szemben a Halden FK-nak meglehetősen nagy bázisa volt fiatal játékosokból. 
Az 1910-es és 1920-as években élte a klub az aranykorát. Ebben az időszakban a klubnak több játékosa is szerepelt a norvég válogatottban, és emellett a norvég futball egyik legjobb klubja volt. A második világháború vége óta azonban a csapat egyszer sem játszott az első osztályban, ezzel Halden Norvégia második legnagyobb városa (Arendal mögött), amelynek soha nem volt élvonalbeli labdarúgócsapata, mióta 1948-ban létrehozták bajnokságot.
A Kvik Halden 1918-ban megszerezte egyetlen kupa győzelmét. Az 1915-ös és 1922-es kupában pedig a döntőben kapott ki mindkét alkalommal az Odd csapatától.
A klub a 2018-as szezonban jutott fel a 2. divisjonba. 

## Sikerek
- Norvég Kupa:
  - Győztes (1): 1918
  - Ezüstérmes (2): 1915, 1922

## Legutóbbi szezonok
| Szezon             | Poz. | M  | Gy | D | V  | RG  | KG | P  | Kupa            | Megjegyzés              |
| ------------------ | ---- | -- | -- | - | -- | --- | -- | -- | --------------- | ----------------------- |
| 2009 - 3. divisjon | 1.   | 26 | 23 | 2 | 1  | 99  | 9  | 71 | 2. kör          | kikapott a rájátszásban |
| 2010 - 3. divisjon | ↑ 1. | 26 | 22 | 3 | 1  | 125 | 31 | 69 | 1. selejtezőkör | Feljutott               |
| 2011 - 2. divisjon | 5.   | 26 | 12 | 6 | 8  | 52  | 34 | 42 | 2. kör          |                         |
| 2012 - 2. divisjon | 5.   | 26 | 11 | 6 | 9  | 53  | 40 | 39 | 3. kör          |                         |
| 2013 - 2. divisjon | 5.   | 26 | 12 | 5 | 9  | 34  | 35 | 41 | 3. kör          |                         |
| 2014 - 2. divisjon | 10.  | 26 | 9  | 4 | 13 | 37  | 51 | 31 | 1. kör          |                         |
| 2015 - 2. divisjon | 3.   | 26 | 16 | 5 | 5  | 59  | 25 | 53 | 4. kör          |                         |
| 2016 - 2. divisjon | ↓ 9. | 26 | 10 | 6 | 10 | 47  | 50 | 36 | 2. kör          | Kiesett                 |
| 2017 - 3. divisjon | 3.   | 26 | 15 | 4 | 7  | 77  | 36 | 49 | 2. kör          |                         |
| 2018 - 3. divisjon | ↑ 1. | 26 | 20 | 3 | 3  | 65  | 16 | 63 | 1. kör          | Feljutott               |
| 2019 - 2. divisjon | 2.   | 26 | 18 | 4 | 4  | 57  | 26 | 58 | 2. kör          |                         |
| 2020 - 2. divisjon | 5.   | 17 | 9  | 2 | 6  | 37  | 31 | 29 | —               |                         |
| 2021 - 2. divisjon | 7.   | 26 | 12 | 5 | 9  | 46  | 48 | 41 | 1. kör          |                         |
| 2022 - 2. divisjon | 5.   | 24 | 10 | 4 | 10 | 43  | 36 | 34 | 2. kör          |                         |

## Fordítás
Ez a szócikk részben vagy egészben  a   Kvik Halden FK című angol Wikipédia-szócikk fordításán alapul.  Az eredeti cikk szerkesztőit annak laptörténete sorolja fel. Ez a jelzés csupán a megfogalmazás eredetét és a szerzői jogokat jelzi, nem szolgál a cikkben szereplő információk forrásmegjelöléseként.

## Külső hivatkozások
- A klub weboldala